# Yembama (peuple)
Pour les articles homonymes, voir Yembama.
Les Yembama (ou Yembana) sont une population de langue bantoue vivant au centre-sud du Cameroun, principalement dans le département du Nyong-et-Mfoumou, l'arrondissement d'Akonolinga (Andom) et celui d'Ayos (Ekok). 

## Population
En 1933, une étude de l'administration coloniale les rattache au rameau Fang, les situe autour d'Akonolinga et estime leur nombre à 6 312.
En 1961, leur nombre est estimé à 5 160 dans l'arrondissement d'Akonolinga.

## Langue
Ils parlent le yembama (ou yembana), un dialecte du beti.